# 폴 볼커
폴 아돌프 볼커 주니어(Paul Adolph Volcker, Jr. 1927년 9월 5일 ~ 2019년 12월 8일)는 미국의 경제학자이다. 1979년에서 1987년까지 지미 카터 및 로널드 레이건 행정부에서 연방준비제도 이사회 의장을 지냈으며, 1970년대와 1980년대 내내 미국을 괴롭혔던 고물가 인플레이션을 잡은 것으로 높이 평가받고 있다. 2009년 2월에서 2011년 1월까지는 버락 오바마 행정부 산하 고용 및 경쟁력에 관한 대통령 자문위원회 의장을 지냈다.

## 어린 시절
폴 볼커는 뉴저지주 케이프 메이에서 폴 아돌프 볼커와 알마 루이지 사이에서 태어났다. 폴의 조부모님은 모두 독일 이민자였다. 볼커는 뉴저지주 티넥에서 자랐다. 볼커는 1945년 티넥 고등학교를 졸업했다.
볼커는 프린스턴 대학교 학부에서 공부를 했고, 1949년에 졸업했다. 폴은 하바드 대학교 대학원에서 정치경제학 석사학위를 받았다.